# Сударев, Алексей Сергеевич
Алексе́й Серге́евич Су́дарев (род. 2 февраля 2003 года) — российский пловец, специалист по комплексному плаванию. Выступает на профессиональном уровне с 2019 года. Чемпион России, многократный серебряный и бронзовый призёр чемпионатов России, призёр Кубка России, победитель международных соревнований, действующий рекордсмен России в комплексном плавании на 200 метров. Мастер спорта России международного класса.

## Биография
Алексей Сударев родился 2 февраля 2003 года. Занимался плаванием в Екатеринбурге в детско-юношеской спортивной школе № 19 «Детский стадион», учился в Уральском государственном горном университете. Также проходил подготовку в Санкт-Петербурге в СШОР «Экран» под руководством заслуженного тренера России Ольги Николаевны Байдаловой.
В 2019 году получил звание мастера спорта России по плаванию, в 2020 году дебютировал на взрослом чемпионате России.
Первого серьёзного успеха на взрослом всероссийском уровне добился в сезоне 2022 года, когда на чемпионате России в Казани выиграл бронзовую медаль в зачёте комплексного плавания в на 200 метров, уступив только Илье Бородину и Максиму Ступину. Попав в состав российской сборной, выступил на открытом Кубке Беларуси по плаванию Бресте, где превзошёл всех соперников в 200-метровом комплексном плавании. На чемпионате России на короткой воде завоевал серебряную и бронзовую награды в комплексном плавании на 200 и 400 метров соответственно, а также с командой Свердловской области стал бронзовым призёром в эстафете 4×200 м вольным стилем. В ходе сезона за эти спортивные достижения удостоен почётного звания «Мастер спорта России международного класса».
В 2023 году на чемпионате России в Казани вновь взял «бронзу» в комплексном плавании на 200 метров — здесь его вновь обошли Илья Бородин и Максим Ступин. Участвовал в Международном фестивале университетского спорта в Екатеринбурге — стал серебряным призёром в комплексном плавании на 200 метров и одержал победу в плавании на 200 метров брассом. На чемпионате России на короткой воде в Санкт-Петербурге был третьим в комплексном плавании на дистанциях 200 и 400 метров. Кроме того, отметился победой на Кубке Владимира Сальникова в Санкт-Петербурге, где в финальном заплыве комплексного плавания на 200 метров установил рекорд России — 1.52,13.
На чемпионате России 2024 года в Казани выиграл серебряную и бронзовую медали в комплексном плавании на 200 и 400 метров соответственно, стал бронзовым призёром в плавании на 200 метров брассом. Принимал участие в международных соревнованиях Swim Wars в Баня-Луке, Босния и Герцеговина, где победил в комплексном плавании на 200 метров и стал вторым на дистанции 400 метров. В финале Кубка России в Екатеринбурге завоевал бронзовую награду в плавании на 200 метров брассом и серебряную награду в комплексном плавании на 200 метров. На чемпионате России на короткой воде в Санкт-Петербурге получил «серебро» в 200-метровом комплексном плавании, завоевал «золото» в эстафете 4×200 м вольным стилем.

## Спортивные достижения
| Год  | Турнир                                          | Место     |
| ---- | ----------------------------------------------- | --------- |
| 2022 | Чемпионат России                                | 3         |
| 2022 | Чемпионат России на короткой воде               | 2 · 3 · 3 |
| 2023 | Чемпионат России                                | 3         |
| 2023 | Международный фестиваль университетского спорта | 1 · 2     |
| 2023 | Чемпионат России на короткой воде               | 3 · 3     |
| 2023 | Кубок Владимира Сальникова                      | 1         |
| 2024 | Чемпионат России                                | 2 · 3 · 3 |
| 2024 | Кубок России по плаванию 2024                   | 2 · 3     |
| 2024 | Чемпионат России на короткой воде               | 1 · 2     |
| 2025 | Чемпионат России                                | 2 · 3     |
| 2025 | Кубок России по плаванию 2025                   | 2         |